# MANA-Verlag
Der MANA-Verlag ist ein unabhängiger deutscher Verlag mit Sitz in Berlin. Der Verlag hat sich auf hochwertige Länder- und Reisebücher spezialisiert, die geografische, kulturelle, historische und politische Hintergründe verschiedener Regionen der Welt beleuchten.

## Geschichte
Der Verlag wurde im Jahr 1999 von Hartmut Jäcksch gegründet, der ihn bis heute leitet. Die erste Programmlinie konzentrierte sich auf Neuseeland, was sich auch im Namen des Verlags widerspiegelt: „Mana“ ist ein Begriff aus der Sprache der Māori und steht unter anderem für geistige Kraft, Ansehen und verantwortungsvolles Handeln.
Mit einer Neupositionierung im Jahr 2006 wurde das Programm auf Australien erweitert, 2013 folgten Titel zu Kanada als Einstieg in die Region Nordamerika.
Eine erste grundlegende Umstrukturierung erfolgte 2017, mit der der Verlag konzeptionell und inhaltlich neu ausgerichtet wurde. Die Programmbereiche wurden stärker thematisch gegliedert, was auch die kommunikative Positionierung im Buchhandel vereinfachte.
2025 reagierte der MANA-Verlag auf Veränderungen im Buchmarkt und entwickelte sein Verlagskonzept weiter. Neben der Produktion hochwertiger Printtitel wurden digitale Zusatzinhalte in das Programm integriert, die im Rahmen eines crossmedialen Ansatzes den Leserinnen und Lesern einen erweiterten Informationszugang bieten.

## Unternehmensprofil
Der MANA-Verlag ist ein Einzelunternehmen. Die verlegerischen Entscheidungen erfolgen unabhängig. Der Vertrieb der Printprodukte erfolgt über GeoCenter (Stuttgart) mit Außendienstunterstützung. Die digitalen Ausgaben werden über den Vertriebspartner Libreka! angeboten. Darüber hinaus betreibt der Verlag eine eigene Onlinepräsenz mit integriertem Shop, Magazin, themenspezifischen Landingpages sowie Aktivitäten in sozialen Netzwerken. Über Newsletter und digitale Kanäle werden zusätzliche Inhalte bereitgestellt.

## Programmbereiche und Reihen
Der MANA-Verlag gliedert sein Buchprogramm in mehrere Reihen, die den Bereichen Länder, Reisen und Bildung zugeordnet sind.
Länderporträt
Die Reihe kombiniert Sachbuch, Bildband und Reiseführer. Auf rund 480 Seiten werden komplexe Themen wie Geschichte, Politik, Natur und Kultur anschaulich dargestellt. Hochwertige Fotografien unterstützen die inhaltliche Darstellung.
Abenteuer REISEN
Persönliche Reiseberichte und journalistische Reportagen bilden das Herzstück dieser Reihe. Die Texte basieren auf Erfahrungen vor Ort und bieten kritische Einblicke in Gesellschaft, Alltag und Kultur der bereisten Länder.
Reise-Lesebuch
Diese Reise-, Lese- und Kochbücher verbinden literarische Reportagen mit landestypischen Rezepten. Die Titel richten sich an Leserinnen und Leser, die ihr Reiseland auch kulinarisch entdecken möchten.
MANA-Ratgeber und -Reiseführer
Die Reihe umfasst praxisnahe Ratgeber zu Bildungs- und Auslandsaufenthalten wie Schüleraustausch, Work & Travel oder Auswandern sowie themenspezifische Reiseführer.
Länderhandbuch-Spezial
Diese Reihe vermittelt Fach- und Allgemeinwissen zu Natur, Kultur und Reise. Sie umfasst auch Bildbände, Magazine und themenspezifische Kataloge.
Belletristik
Im Rahmen der Frankfurter Buchmesse 2012, bei der Neuseeland Ehrengast war, veröffentlichte der MANA-Verlag eine Auswahl neuseeländischer Literatur. Hervorzuheben ist der weltweit erste historische Maori-Roman.
| Merkmal      | Länderporträt | Abenteuer REISEN  | Reise-Lesebuch | MANA-Ratgeber & -Reiseführer | Länderhandbuch-Spezial | Belletristik |
| ------------ | ------------- | ----------------- | -------------- | ---------------------------- | ---------------------- | ------------ |
| Start        | 2009          | 2014              | 2019           | 2013                         | 2011                   | 2012         |
| Seitenumfang | 450–550       | 152–368           | 208            | 160–320                      | 98–480                 | 128–392      |
| Fotos        | 450–700       | 0–50 + CrossMedia | ca. 20         | 60–180                       | 100–580                | 0            |
| Titelanzahl  | 7             | 18                | 32             | 6                            | 12                     | 2            |

## Verlagsphilosophie
Die verlegerische Arbeit des MANA-Verlags orientiert sich an den Leitwerten Verantwortung, Nachhaltigkeit und Integrität. Der Begriff „Mana“ steht sinnbildlich für die inhaltlichen und ethischen Ansprüche, die der Verlag an sich selbst stellt. Besonderen Wert legt das Verlagsteam auf die Qualität und den Mehrwert der erscheinenden Titel. Produkte fallen in die Kategorien Premium, CrossMedia oder Lesespaß für alle Sinne.
Mit dem Motto „Länder erlesen!“ verfolgt der Verlag das Ziel, kulturelle Vielfalt verständlich zu machen, für fremde Lebensweisen zu sensibilisieren und ein nachhaltiges Reiseverhalten zu fördern. Der Verlag pflegt eine enge Beziehung zu seinen Autorinnen und Autoren, die sich dadurch auszeichnen, dass sie nach dem Verfassen ihres Bucher weiterhin für den Verlag und die Leser und Leserinnen präsent sind.